# Valteri
Valteri es un barrio de la ciudad de Jūrmala, Letonia.

## Superficie
Posee una superficie de 3,1 kilómetros cuadrados (310 hectáreas).

## Población
Hasta 2008 presentaba una población de 873 habitantes, con una densidad de población de 281,6 habitantes por kilómetro cuadrado.